# 野津鎮之助

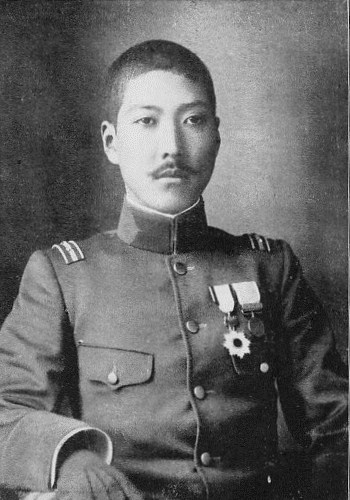
野津鎮之助

野津 鎮之助（旧字体：野津 鎭之助、のづ しずのすけ、1883年（明治16年）7月8日 - 1942年（昭和17年）11月14日）は、日本の陸軍軍人、政治家、華族。陸軍砲兵少佐、貴族院侯爵議員。

## 経歴
陸軍将校・野津道貫、登女子夫妻の三男として生まれる。兄二人が先立っていたため父の死去に伴い1908年11月10日、侯爵を襲爵して貴族院侯爵議員に就任。火曜会に所属して死去するまで在任した。
1903年11月30日、陸軍士官学校（15期）を卒業し、1904年2月12日、陸軍砲兵少尉に任官。同年、兄鎮雄とともに日露戦争に従軍。1905年6月30日中尉、1913年8月31日大尉に昇進。近衛野戦砲兵連隊補充大隊副官、陸軍野戦砲兵射撃学校教官兼馬術教官、陸軍士官学校教官兼馬術教官、陸軍士官学校本科教官、陸軍将校生徒試験常置委員などを歴任。1920年、陸軍砲兵少佐に進み、1923年、予備役に編入された。

## 栄典
- 1904年（明治37年）4月7日 - 正八位[10]
- 1905年（明治38年）8月18日 - 従七位[11]
- 1914年（大正3年）2月10日 - 従四位[12]
- 1925年（大正14年）2月28日 - 従三位[13]
- 1940年（昭和15年）4月1日 - 従二位[14]

## 親族
- 妻 野津ヒロ子（末弘直方四女）[1][9]
- 長男 野津能貫（夭折、1917年死去）

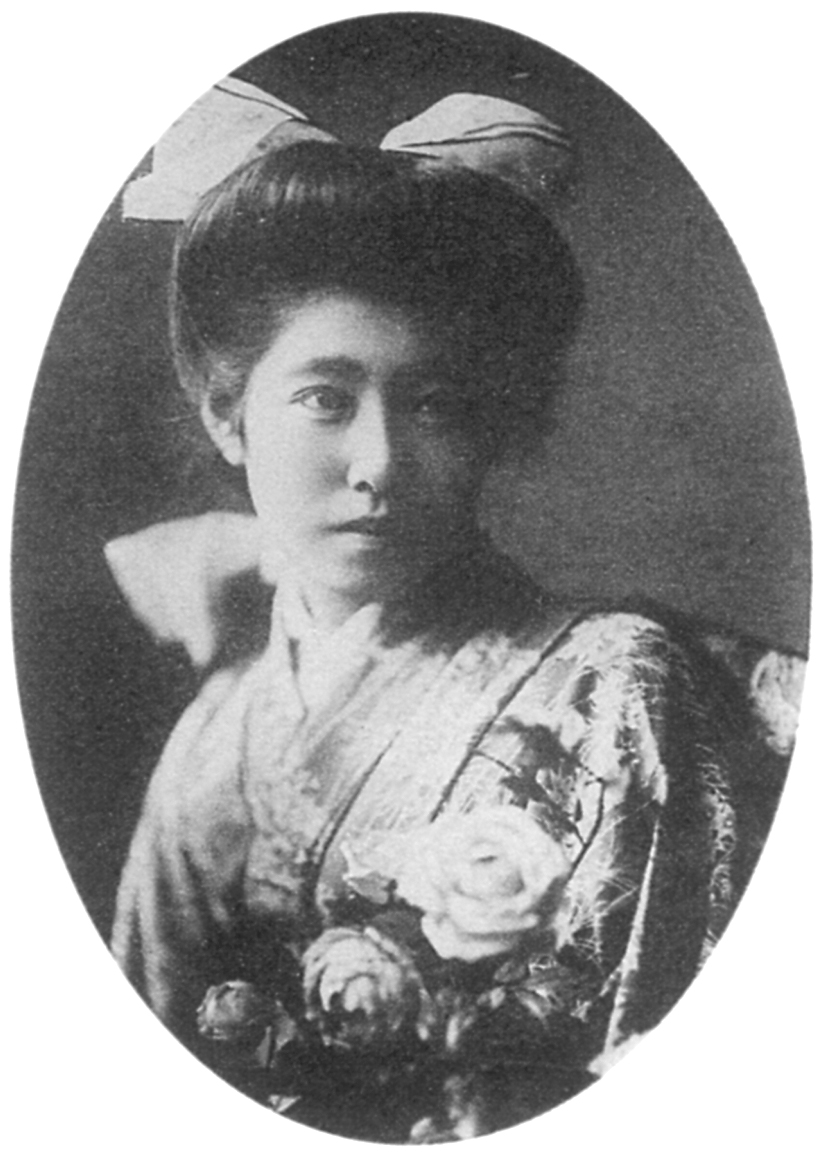
妻のヒロ子

- 次男 野津高光（侯爵、海軍主計少尉　1995年死去）[1][9]
- 長女 浜口美智子（浜口久常・11代浜口吉右衛門の妻）[1][9]
- 二女 大原真佐子（大原総一郎の妻）[1][9]
- 三女：田中佐恵子（田中源太郎の孫で田中一馬の子・田中秀雄の妻）[15]